# Igel
Igel is een plaats in de Duitse deelstaat Rijnland-Palts, gelegen op de linkeroever van de Moezel op 10 km ten westen van Trier, en maakt deel uit van de Landkreis Trier-Saarburg.
Igel telt 2.092 inwoners.

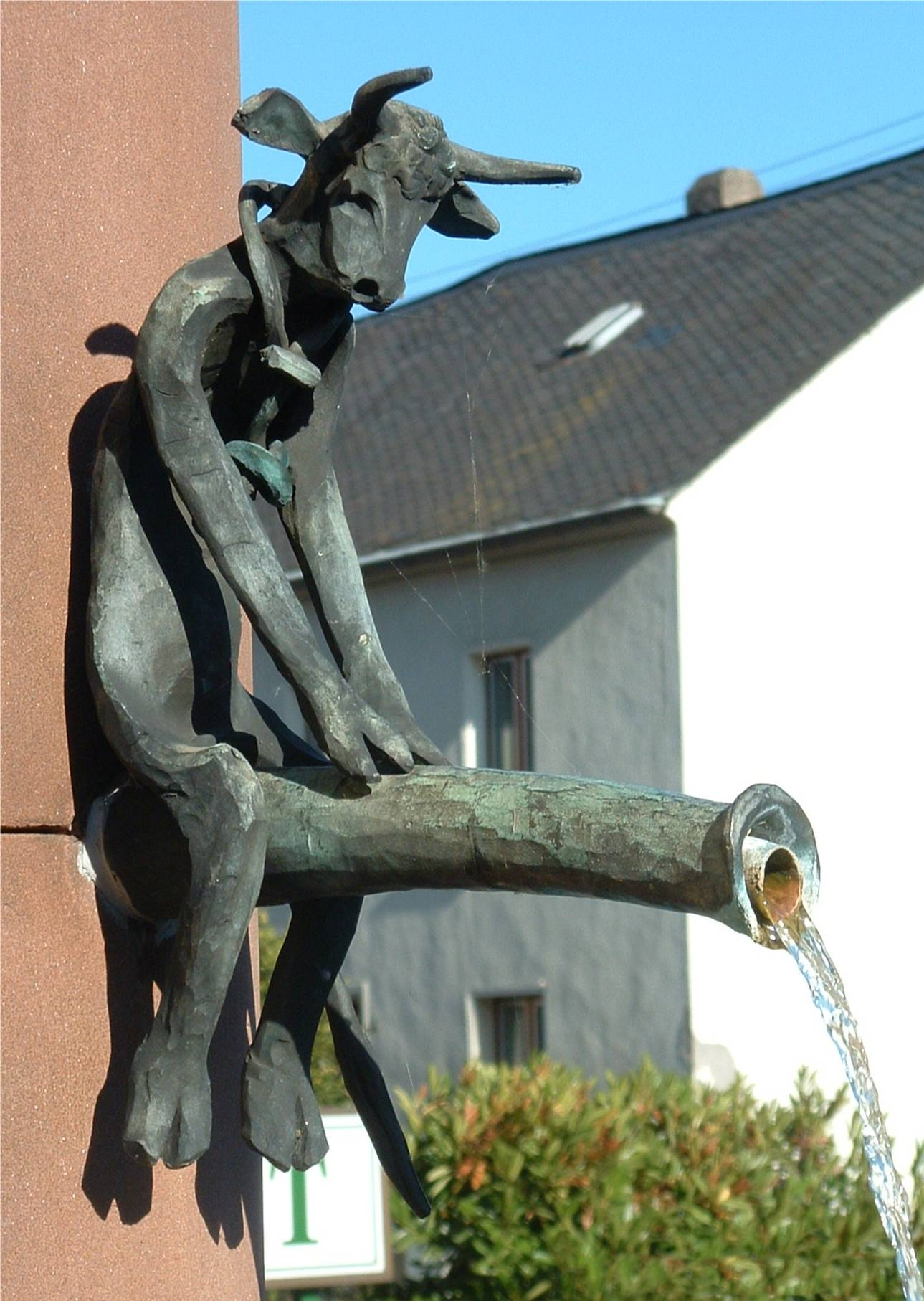
Fontein in het centrum van Igel
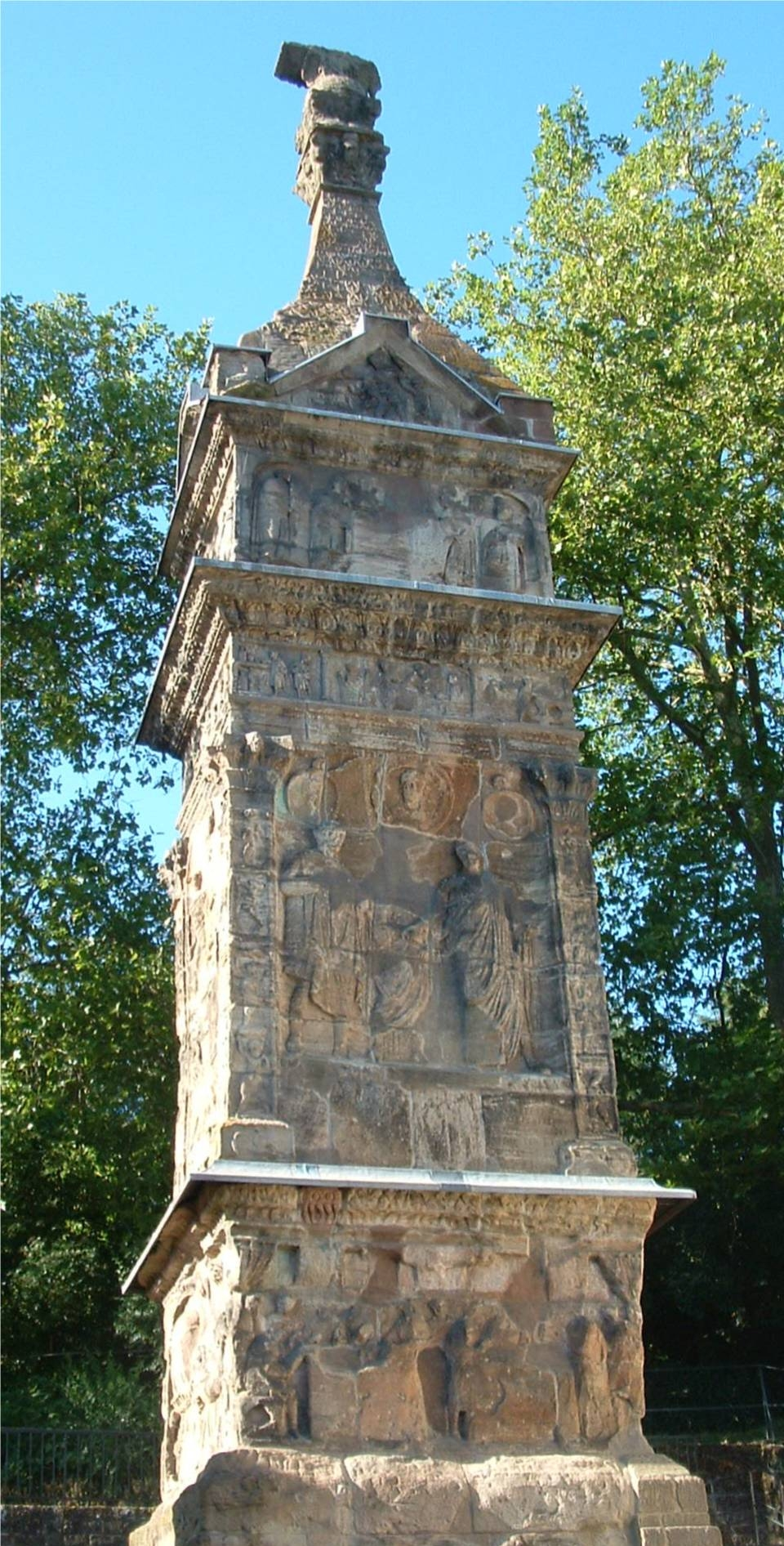
De Igeler Säule

## Bestuur
De plaats is een Ortsgemeinde en maakt deel uit van de Verbandsgemeinde Trier-Land.

## Bezienswaardigheid
Igel is vooral bekend om de Igeler Säule (Zuil van Igel), een Romeins grafmonument uit de 3e eeuw na Chr.